# ستيفن كاي
ستيفن كاي (بالإنجليزية: Stephen Kay)‏ هو كاتب سيناريو ومخرج نيوزلندي، ولد في 1963 في نيوزيلندا.

## وصلات خارجية
- ستيفن كاي على موقع IMDb (الإنجليزية)
- ستيفن كاي على موقع ألو سيني (الفرنسية)
- ستيفن كاي على موقع أول موفي (الإنجليزية)
- ستيفن كاي على موقع قاعدة بيانات الأفلام السويدية (السويدية)
- ستيفن كاي على موقع قاعدة بيانات الفيلم (الإنجليزية)
- ستيفن كاي على موقع كينوبويسك (الروسية)